# بلانكا رودريغيز
بلانكا ماريا رودريغيز دي بيريز (بالإسبانية: Blanca Rodríguez)‏ (1926 - 2020)، كانت السيدة الأولى لفنزويلا من 1974 إلى 1979 ومرة أخرى من 1989 إلى 1993. 
ولدت بلانكا في مدينة روبيو، وهي أصغر ثمانية أطفال ولدوا لمانويل وأديلا رودريغيز. كان جدها إليودورو رودريغيز مالكًا بارزًا للأراضي في روبيو. وكان والدها أيضا مزارع القهوة والذي تطوع للقتال في جانب القوى الليبرالية وقام بدور الملازم ل عامة أوريبي.
توفيت والدتها بسبب السرطان وهي في الرابعة من عمرها، وتركت تربية بلانكا في يد أختها الكبرى آنا إيزابيل. وبعد أربع سنوات مات والدها أيضًا. دُمرت الأسرة مالياً بسبب الكساد الاقتصادي العالمي في ثلاثينيات القرن العشرين وكان لابد من بيع جميع مزارع العائلة. تلقت تعليمها من قبل راهبات في مدرسة دير سيدة الوردية، حيث تخرجت عام 1944.
تزوجت من ابن عمها في 8 يونيو 1948. مع انتخاب كارلوس أندريس بيريز للرئاسة في ديسمبر 1973 ، تولت بلانكا رودريغيز دور السيدة الأولى. في فنزويلا.